# Finn Wolfhard
Finn Wolfhard, född 23 december 2002 i Vancouver, är en kanadensisk skådespelare. Han har bland annat gjort rollerna som Michael ”Mike” Wheeler i Netflix-serien Stranger Things, Richie Tozier i Det (It) och en mindre roll som Zoran i serien The 100. 
Wolfhard var sångare och gitarrist samt låtskrivare i Vancouver-baserade rockbandet Calpurnia. Just nu är han aktiv i The Aubreys med Malmcom Craig.

## Bakgrund och familj
Finn Wolfhard är son till Eric Wolfhard och Mary Jolivet. Hans familj är av fransk, tysk och judisk härkomst. Han har en äldre bror, Nick Wolfhard, som är röstskådespelare. 

## Karriär
Wolfhard gjorde sin skådespelar- och TV-debut som Zoran i The 100 2014, följt av en roll som Jordie Pinsky i Supernatural 2015.
Wolfhard fick sitt genombrott som Mike Wheeler i Netflix-serien Stranger Things och nu i den kommande säsong av StrangerThings(2016-). Wolfhard, tillsammans med medspelarna, vann en SAG Award för bästa ensemble i en dramaserie 2017.
Han spelar rollen som unga Richie i Stephen Kings Det (2017) och i uppföljaren, Det: Kapitel 2. (2019) Wolfhard har också medverkat i The Goldfinch, en filmadaption av Donna Tartts roman från 2013. Samma år gjorde han rösten till Pugsley Addams i den nyproducerade versionen av The Addams Family.

## Filmografi

### Filmer
| År   | Titel                                       | Roll                  | Anmärkningar |
| ---- | ------------------------------------------- | --------------------- | ------------ |
| 2013 | Aftermath                                   | ung Charles           | Kortfilm     |
| 2013 | The Resurrection                            |                       | Kortfilm     |
| 2017 | Det                                         | Richie Tozier         |              |
| 2018 | Dog Days                                    | Tyler                 |              |
| 2018 | Howard Lovecraft and the Kingdom of Madness | Herbert West (röst)   |              |
| 2019 | Det: Kapitel 2                              | ung Richie Tozier     |              |
| 2019 | The Goldfinch                               | ung Boris             |              |
| 2019 | Familjen Addams                             | Pugsley Addams (röst) |              |
| 2020 | The Turning                                 | Miles                 |              |
| 2021 | Ghostbusters: Afterlife                     | Trevor Spengler       |              |
| 2022 | When You Finish Saving the World            | Ziggy                 |              |
| 2022 | Guillermo del Toros Pinocchio               | Candlewick            | Röstroll     |
| 2024 | Ghostbusters: Frozen City                   | Trevor Spengler       |              |
| 2024 | Saturday Night                              |                       |              |

### TV
| År    | Titel              | Roll            | Anmärkningar                           |
| ----- | ------------------ | --------------- | -------------------------------------- |
| 2014  | The 100            | Zoran           | Avsnitt: "Many Happy Returns"          |
| 2015  | Supernatural       | Jordie Pinsky   | Avsnitt: "Thin Lizzie"                 |
| 2016– | Stranger Things    | Mike Wheeler    | Huvudroll                              |
| 2017  | Young Math Legends | Ung Gauss       | Animerad kortfilm av Flatland på VHX   |
| 2017  | Lip Sync Battle    | Sig själv       | Avsnitt: "The Cast of Stranger Things" |
| 2019  | Carmen Sandiego    | Spelaren (röst) |                                        |

### Webbserie
| År   | Titel                 | Roll      | Anmärkningar                                                               |
| ---- | --------------------- | --------- | -------------------------------------------------------------------------- |
| 2017 | Guest Grumps          | Sig själv | 2 avsnitt                                                                  |
| 2017 | SuperMega             | Sig själv | Avsnitt: "Cooking with Finn Wolfhard"                                      |
| 2018 | Ten Minute Power Hour | Sig själv | Avsnitt: "Yeti in my Spaghetti"                                            |
| 2019 | Brawl with the Stars  | Sig själv | Avsnitt: "Brawl with the Stars (feat. Finn Wolfhard and Caleb McLaughlin)" |

### Musikvideor
| År   | Artist           | Titel                   | Anmärkningar                         |
| ---- | ---------------- | ----------------------- | ------------------------------------ |
| 2012 | Facts            | "Retro Oceans"          |                                      |
| 2013 | Hey Ocean!       | "Change"                |                                      |
| 2014 | PUP              | "Guilt Trip"            | som ung Stefan Babcock               |
| 2016 | PUP              | "Sleep In the Heat"     | som ung Stefan Babcock               |
| 2017 | Spendtime Palace | "Sonora"                | Medregissör och huvudroll            |
| 2018 | Ninja Sex Party  | "Danny Don't You Know?" | som ung Danny Sexbang                |
| 2019 | Weezer           | "Take On Me"            | som ung Rivers Cuomo (med Calpurnia) |

## Utmärkelser och nomineringar
| År   | Utmärkelse                 | Kategori | Nominerat arbete | Resultat  | Ref.   |
| ---- | -------------------------- | --- | ---------------- | --------- | ------ |
| 2017 | Young Artist Awards        | Bästa prestanda i en digital-TV-serie eller film - Tonåringsskådespelare                                                          | Stranger Things  | Nominerad | [ 25 ] |
| 2017 | Teen Choice Awards         | Choice Breakout TV Star | Stranger Things  | Nominerad | [ 26 ] |
| 2017 | Screen Actors Guild Awards | Enastående framförande i helhet i en dramaserie                                                                                   | Stranger Things  | Vann      | [ 27 ] |
| 2018 | Screen Actors Guild Awards | Enastående framförande i helhet i en dramaserie                                                                                   | Stranger Things  | Nominerad | [ 28 ] |
| 2018 | MTV Movie & TV Awards      | Bästa kyss (med Millie Bobby Brown)                                                                                               | Stranger Things  | Nominerad | [ 29 ] |
| 2018 | MTV Movie & TV Awards      | Bästa On-Screen Teamet (med Sophia Lillis, Jaeden Lieberher, Jack Dylan Grazer, Wyatt Oleff, Jeremy Ray Taylor och Chosen Jacobs) | Det              | Vann      | [ 29 ] |
| 2018 | MTV Movie & TV Awards      | Bästa On-Screen Teamet (med Gaten Matarazzo, Caleb McLaughlin, Noah Schnapp och Sadie Sink)                                       | Stranger Things  | Nominerad | [ 29 ] |
| 2018 | Teen Choice Awards         | Choice Sci-Fi/Fantasy TV skådespelare                                                                                             | Stranger Things  | Nominerad | [ 30 ] |
| 2019 | Teen Choice Awards         | Choice Sommar TV skådespelare | Stranger Things  | Nominerad | [ 31 ] |